# Chersonesus in Creta
Chersonesus in Creta (łac. Diœcesis Chersonensis in Creta) – stolica historycznej diecezji na terenie dzisiejszej Grecji. Od 1787 katolickie biskupstwo tytularne, wakujące od 1989.

## Biskupi tytularni
| Lp. | Biskup                              | Od                  | Do                  |
| --- | ----------------------------------- | ------------------- | ------------------- |
| 1   | Johann Casimir von Häffelin         | 28 września 1787    | 25 maja 1818        |
| 2   | Ambrosi de Magistris                | 2 października 1818 | 1820                |
| 3   | Viktor Franz Anton von Glutz-Ruchti | 29 maja 1820        | 9 października 1824 |
| 4   | Johann Theodor Laurent              | 17 września 1839    | 20 lutego 1884      |
| 5   | Marc Chatagnon MEP                  | 25 stycznia 1887    | 26 listopada 1920   |
| 6   | Rafael Balanzá y Navarro            | 13 sierpnia 1923    | 2 marca 1928        |
| 7   | Antonio Cardona Riera               | 10 marca 1928       | 2 lutego 1950       |
| 8   | Karel Otčenášek                     | 30 marca 1950       | 21 grudnia 1989     |